# Arabische Mau
Die Arabische Mau ist eine Katzenrasse, die erst 2009 offiziell von der World Cat Federation (WCF) als Rasse anerkannt wurde; sie gehört zu den Wildrassen. Schon sehr lange bekannt, wurde sie von Züchtern in jüngster Zeit wiederentdeckt und als Familientier herangezüchtet. Nicht zu verwechseln ist die Rasse mit der Ägyptischen Mau. Das Fell der erwachsenen Tiere ist fest, sehr weich und nicht seidig.

## Verbreitung
Die Arabische Mau stammt von der Arabischen Halbinsel und lebte dort als Wildkatze seit über 1000 Jahren in der Wüste, so ist es nicht verwunderlich, dass die Arabische Mau so widerstandsfähig ist. Sie wurde in ihren Heimatländern nur selten als Haustier genutzt, da aus dem Ausland importierte Rassen beliebter waren.

## Kennzeichen

### Äußere Merkmale
Die mittelgroße Katze hat einen großen Oberkörper, welcher die gesamte Katze nicht allzu schlank erscheinen lässt. Sie ist sehr muskulös und hochbeinig. Die Beine sind lang und haben ovale Pfoten.
Der Kopf scheint rund zu sein, ist aber etwas länger als breit, mit gut sichtbaren Schnurrhaarkissen. Das Profil ist normal, doch mit einem ausgeprägten Kinn. Der Schwanz ist mittellang, er verdünnt sich zur Spitze des Schwanzes. Das Fell ist kurz, ohne Unterwolle und liegt eng am Körper. Bei erwachsenen Katzen sollte die Qualität des Fells nicht zu seidig sein, es sollte sich fest anfühlen. Bei Jungtieren ist ein seidiges Fell möglich.

### Charakter
Die Arabische Mau wird trotz ihrer Abstammung von einer Wildkatze als sehr ruhig und gelassen beschrieben, auch im Umgang mit Menschen. Wegen dieses ausgesprochen gleichmütigen Wesens sagen manche Züchter der neuen Rasse gute Zukunftschancen voraus.